# بني صالح (الفيوم)
قرية بنى صالح هي إحدى القرى التابعة لمركز الفيوم في محافظة الفيوم في جمهورية مصر العربية. حسب إحصاءات سنة 2006، بلغ إجمالي السكان في بنى صالح 21099 نسمة، منهم 11027 رجل و10072 امرأة.

## تاريخ القرية
كان اسم القرية في الأصل «بني مجنون» وهم فخذ من العرب من «بني كلاب» كانوا قد استوطنوا القرية قديمًا، فعُرفت بهم. وقد ذكرها النابلسي في «تاريخ الفيوم وبلاده»، وابن مماتي في «قوانين الدواوين»، وابن الجيعان في «التحفة السنية»، مما يدلل على وجود القرية منذ العصر الأيوبي. إلا أن أهل القرية استهجنوا اسمها، فطلب عمدتها علي بك صالح تغيير اسمها إلي «بني صالح» نسبة إليه، فوافقت نظارة الداخلية على طلبه في 31 مايو سنة 1897م. وهو الذي قام أيضًا بالتبرع بإنشاء مدرسة في القرية علي نمط المدارس الابتدائية لتعليم القراءة والكتابة سنة 1905م.